# Narusawa
Narusawa (鳴沢村 Narusawa-mura?) es una villa en la prefectura de Yamanashi, Japón, localizada en la parte central de la isla de Honshū, en la región de Chūbu. Tenía una población estimada de 2904 habitantes el 1 de marzo de 2021 y una densidad de población de 32 personas por km².

## Geografía
Narusawa está localizada en el sur de la prefectura de Yamanashi, en las estribaciones del monte Fuji. Todo el pueblo está ubicado dentro de los límites del parque nacional Fuji-Hakone-Izu.

## Historia
El nombre del lugar «Narusawa» se menciona en la crónica del período Kamakura, Azuma Kagami, como una aldea en la carretera que conecta la provincia de Kai con la provincia de Suruga. Durante el período Edo, toda la provincia de Kai era territorio bajo control directo del shogunato Tokugawa. Con el establecimiento del sistema de municipios modernos a principios del período Meiji, el 1 de julio de 1889 se creó la villa de Narusawa dentro del distrito de Minamitsuru en la prefectura de Yamanashi.

## Demografía
Según los datos del censo japonés, la población de Narusawa ha crecido lentamente en los últimos 30 años.
| Gráfica de evolución demográfica de Narusawa entre 1940 y 2015 |
|                                                                |
| Oficina de Estadística de Japón                                |

## Ciudades hermanadas
- Sellières, Francia.[9]